# Куэнка (провинция)
Куэнка (исп. Cuenca) — провинция на востоке Испании в составе автономного сообщества Кастилия-Ла-Манча. Административный центр — Куэнка.

## География
Территория — 17 141 км² (5-е место среди провинций страны).

## История
Разбиравшееся здесь в начале XX века дело, отличившееся рядом судебных ошибок и неправомерных действий сотрудников полиции, получило название «Преступление в Куэнке». По приговору обвиняемых осудили на тюремное заключение за несуществующее преступление.

## Демография
Население — 208 тыс. чел.; около четверти проживают в городе Куэнка.

## Административное устройство
239 муниципалитетов (см. Муниципалитеты Куэнки)